# A Perilous Ride (film 1913 Majestic)
A Perilous Ride è un cortometraggio muto del 1913. Il nome del regista non viene riportato nei credit del film.

## Produzione
Il film fu prodotto dalla Majestic Motion Picture Company.

## Distribuzione
Distribuito dalla Mutual Film, il film - un cortometraggio di 200 metri - uscì nelle sale cinematografiche USA il 2 settembre 1913. Nelle proiezioni, veniva programmato con il sistema dello split reel, accorpato in un'unica bobina con un altro cortometraggio prodotto dalla Majestic, il documentario The Great Santa Monica Road Race.
Nello stesso anno, uscì sul mercato statunitense un altro A Perilous Ride diretto da Wilbert Melville.
Non si conoscono copie ancora esistenti della pellicola che viene considerata presumibilmente perduta.